# Рейніер (Вашингтон)
Рейніер (англ. Rainier) — місто (англ. city) в США, в окрузі Тюрстон штату Вашингтон. Населення — 2369 осіб (2020).

## Географія
Рейніер розташований за координатами 46°53′30″ пн. ш. 122°41′12″ зх. д. / 46.89167° пн. ш. 122.68667° зх. д. (46.891669, -122.686601).  За даними Бюро перепису населення США в 2010 році місто мало площу 4,48 км², уся площа — суходіл.

## Демографія
Згідно з переписом 2010 року, у місті мешкали 1794 особи в 656 домогосподарствах у складі 484 родин. Густота населення становила 400 осіб/км².  Було 717 помешкань (160/км²).
Расовий склад населення:
| - 90,7 % — білих - 1,2 % — корінних американців - 1,2 % — чорних або афроамериканців - 1,1 % — азіатів - 0,1 % — вихідців з тихоокеанських островів - 1,1 % — осіб інших рас |

До двох чи більше рас належало 4,6 %. Частка іспаномовних становила 5,0 % від усіх жителів.
За віковим діапазоном населення розподілялося таким чином: 26,1 % — особи молодші 18 років, 64,5 % — особи у віці 18—64 років, 9,4 % — особи у віці 65 років та старші. Медіана віку мешканця становила 37,1 року. На 100 осіб жіночої статі у місті припадало 98,9 чоловіків;  на 100 жінок у віці від 18 років та старших — 97,6 чоловіків також старших 18 років.
Середній дохід на одне домашнє господарство  становив 69 170 доларів США (медіана — 68 942), а середній дохід на одну сім'ю — 69 737 доларів (медіана — 70 978). Медіана доходів становила 56 017 доларів для чоловіків та 38 542 долари для жінок. За межею бідності перебувало 9,0 % осіб, у тому числі 9,1 % дітей у віці до 18 років та 1,3 % осіб у віці 65 років та старших.
Цивільне працевлаштоване населення становило 922 особи. Основні галузі зайнятості: освіта, охорона здоров'я та соціальна допомога — 19,3 %, будівництво — 14,4 %, виробництво — 10,8 %, роздрібна торгівля — 10,7 %.